# Epeuproctis tamahonis
Epeuproctis tamahonis är en fjärilsart som beskrevs av Matsumura 1927. Epeuproctis tamahonis ingår i släktet Epeuproctis och familjen tofsspinnare. Inga underarter finns listade i Catalogue of Life.